# Euphrasia intricata
Euphrasia intricata là loài thực vật có hoa thuộc họ Cỏ chổi. Loài này được Phil. mô tả khoa học đầu tiên.